# Катастрофа на концерту групе The Who
Катастрофа на концерту групе The Who је била катастрофа са у која се догодила 3. децембра 1979. године, када је енглески рок бенд The Who наступио у Риверфронт Колосеуму (сада познатом као Heritage Bank Center) у Синсинатију, Охајо, Сједињене Америчке Државе. Навала бројних посетилаца концерта упућених напоље довела је до смрти 11 људи.

## Позадина
Бенд је био усред своје светске турнеје 1979. године, која је почела у септембру са укупно седам наступа подељених између Капитол театра у Пасејику, Њу Џерси, и Медисон сквер Гардена у Њујорку. Турнеја је била прва након смрти бубњара Кита Муна 1978. и прва на којој је бивши бубњара Кенија Џоунса. Бенд је потом узео мало слободног времена и наставио турнеју 30. новембра у сали Детроитског масонског храма. Концерт у Синсинатију био је трећи наступ у овом делу турнеје, након концерта претходне ноћи у Сивик Арени у Питсбургу.
Концерт је био распродат, са 18.348 продатих карата.

## Резиме догађаја
Људима је првобитно преко радио станице речено да ће људи са општим улазницама бити пуштени и 15:00 и због тога се створила велика гужва до 17:00 после подне Иако се очекивало да се сва врата отворе истовремено, коначно је отворен само пар врата крајње десно од главног улаза. Док су посетиоци концерта улазили на стадион кроз ова два отворена врата, они који су чекали испред свих осталих врата поново су почели да се гурају напред.
Након кратког чекања, а затим куцања на врата и стакло поред врата, гомила је претпоставила да се ниједна од преосталих врата неће отворити. Око 7:15  увече, ситуација је почела да ескалира. Опречни извештаји сугеришу да су посетиоци концерта могли да чују или веома касни звучни преглед или музички филм Quadropheni уместо уводног дела. У сваком случају, публика је претпоставила да бенд наступа раније него што је планирано.
У том тренутку, цела гомила је поскочила и гурнула се према двоја врата која су била отворена. Због тога су многи људи били згажени, док су неки задобили теже повреде. Једанаест људи није успело да побегне од густе масе која се гурала према њима и умрло је од гушења. Још двадесет шест особа пријавило је повреде.
Ватрогасни званичници су саветовали менаџеру групе да откаже концерт, али их је он убедио да дозволе да се емисија настави како би се избегла даља паника. Концерт је протекао како је планирано, а чланови бенда су чули за трагедију тек након наступа. Годинама касније, гитариста Who Пит Таунсенд се присећао својих осећања након емисије; „Прошао сам кроз две фазе. Једна је, наравно, била огромна узнемиреност и забринутост. Али други је био невероватан бес јер смо наступали док се ово дешавало.“
Следеће ноћи, подужи део о трагедији емитован је на CBS Evening News у са Волтером Кронкајтом који је испитивао насиље на рок концертима. На следећем концерту групе у Бафалу 4. децембра, певач Роџер Далтри рекао је публици: „Изгубили смо много породице синоћ. Овај наступ је за њих.“  Годинама касније, Таунсенд је рекао да му је жао што је напустио Синсинати и што је наставио да иде на турнеју, напоменувши на концерту у Бафалу „У погрешном смо граду. Ми смо у Бафалу.“